# Ambasciatori austriaci in Giappone

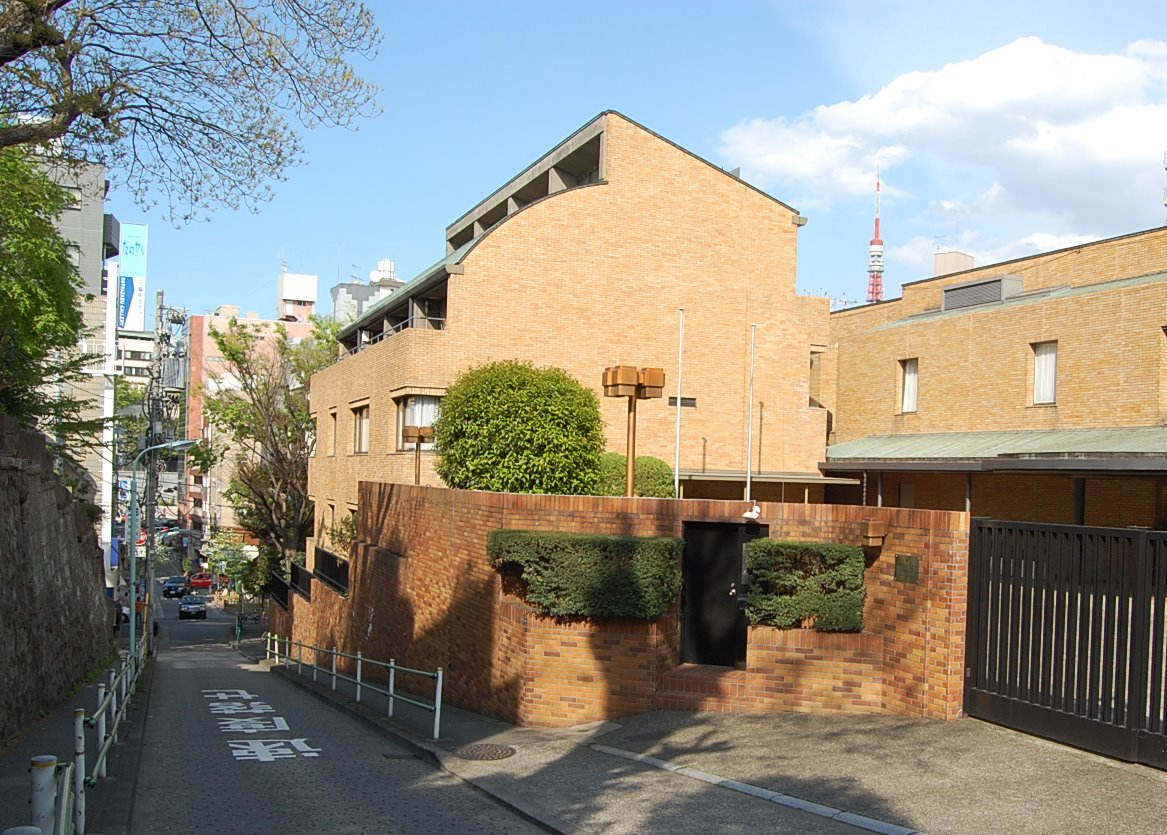
La sede dell'ambasciata austriaca a Tokio

L'ambasciatore austriaco in Giappone è il primo rappresentante diplomatico dell'Giappone (già dell'Impero austro-ungarico) in Giappone. Le relazioni diplomatiche tra i due paesi ebbero inizio nel 1871 e sino al 1896 l'ambasciatore austriaco in Giappone ebbe competenze per la gestione delle relazioni diplomatiche anche con la Cina.

## Impero austro-ungarico
- 1871–1874: Heinrich von Calice
- 1874-1877: Ignaz von Schaeffer
- 1874-1878: Maximilian Hoffer von Hoffenfels
- 1878-1883: Karl Załuski von Zaluskie
- 1883-1888: Rüdiger von Biegeleben
- 1888-1895: Heinrich von Coudenhove
- 1895-1899: Christoph von Wydenbruch
- 1899: Adalbert Ambró von Adamócz
- 1899-1909: Julius Szilassy von Szilas und Pilis
- 1909-1912: Guido von Call
- 1912-1914 Ladislaus Müller von Szentgyörgy

1914-1918: Interruzione delle relazioni diplomatiche

## Repubblica austriaca
- 1920-1926: Bruno Müller
- 1926-1937: Ernst Störi

1937-1945: Relazioni diplomatiche gestite direttamente dalla Germania nazista
- 1955-1961: Franz Helmut Leitner
- 1961-1967: Friedrich Hartlmayr
- 1967-1971: Otto Eiselsberg
- 1971-1976: Reginald Thomas
- 1976-1980: Franz Weidinger
- 1980-1983: Clemens Weichs an der Glon
- 1983-1987: Georg Hennig
- 1987-1991: Michael Fitz
- 1991-1995: Erich Maximilian Schmid
- 1995-1999: Martin Vukovich
- 1999-2003: Hans-Dietmar Schweisgut
- 2003-2007: Peter Moser
- 2007-2012: Jutta Stefan-Bastl
- 2012-2016: Bernhard Zimburg
- 2016-2020: Hubert Heiss
- Dal 2020: Elisabeth Bertagnoli